# Барвуд, Адам
У слова «Барвуд» есть и другие значения; см. Барвуд (значения).
Адам Барвуд (англ. Adam Barwood; 30 июля 1992, Куинстаун, Отаго) — новозеландский горнолыжник, участник Олимпийских игр 2014 и 2018 годов, а также 4 чемпионатов мира (2013, 2015, 2017, 2019). Специализировался в технических дисциплинах.

## Биография
В спортивной программе на Олимпийских играх в Сочи Адам выступал в слаломе (с итоговым результатом 1 минута и 56,18 секунды и 25 местом) и гигантском слаломе (2:57,40 и 44 место).
За карьеру выступал на 4 подряд чемпионатах мира (2013, 2015, 2017, 2019). Лучшее достижение — 31-е место в гигантском слаломе на чемпионате мира 2017 года.
В Кубке мира дебютировал 28 января 2014 года. Последний раз выходил на старт 9 марта 2019 года. Выступал только в слаломе и гигантском слаломе. Очков ни разу не набирал.